# Ocotea rufa
Ocotea rufa är en lagerväxtart som beskrevs av Carl Christian Mez. Ocotea rufa ingår i släktet Ocotea och familjen lagerväxter. Inga underarter finns listade i Catalogue of Life.